# Aralia tibetana
Aralia tibetana là một loài thực vật]] thuộc họ Araliaceae. Đây là loài đặc hữu của Trung Quốc.